# Weingut FJ Gritsch Mauritiushof

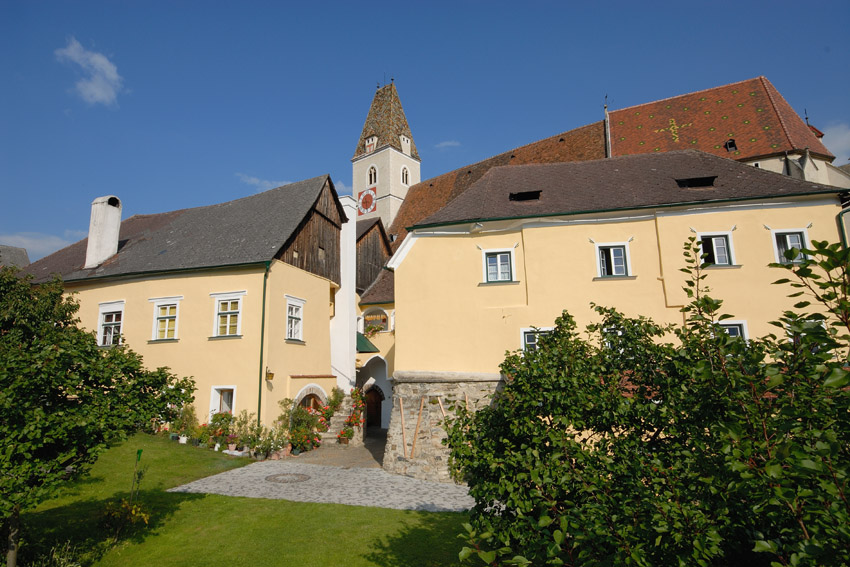
Fassade des Mauritiushofs

FJ GRITSCH Mauritiushof ist ein österreichisches Weingut in Spitz an der Donau im Weinbaugebiet in Niederösterreich. Der Mauritiushof steht unter Denkmalschutz (Listeneintrag).

## Geschichte

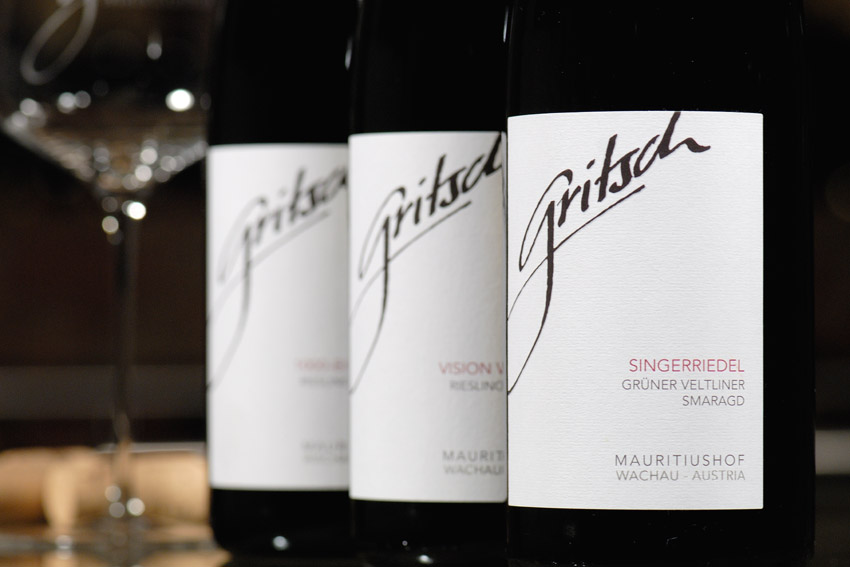

Der Mauritiushof in Spitz wurde im 13. Jahrhundert erbaut und war damals der Lesehof der Mönche aus Niederaltaich (Bayern). Der Name „Mauritiushof“ hat seinen Ursprung in der benachbarten Pfarrkirche, die dem hl. Mauritius geweiht ist.
Das geschichtsträchtige Anwesen, welches schon mehrmals als Motiv für diverse Künstler (z. B. Siegfried Stoitzner) gedient hat, kam 1799 in den Besitz der Familie. Mittlerweile leitet Franz-Josef Gritsch, in 7. Generation das Weingut. Das Weingut ist Mitglied der Vinea Wachau Nobilis Districtus.

## FJ Gritsch Mauritiushof
Die Weingärten von Franz-Josef Gritsch befinden sich in den besten Terrassenlagen der Wachau – Singerriedel, 1000–Eimerberg, Kalkofen, Loibenberg, Steinporz, Axpoint, Hochrain und Setzberg. Die Rebfläche beträgt ca. 15 ha vorwiegend mit weißen Rebsorten, hauptsächlich Grüner Veltliner und Riesling sowie Neuburger, Muskateller und Sauvignon Blanc bestockt.
Auch der letzte große Terrassenweingarten innerhalb der historischen Befestigungsanlage Dürnsteins zählt zu den Schätzen des Weingutes. Die extrem steilen, nach Süden ausgerichteten Terrassen erstrecken sich oberhalb von Schloss Dürnstein entlang der westlichen Stadtmauer neben dem blauen Barockturm, die lediglich über einen schmalen Fußweg erreichbar sind.

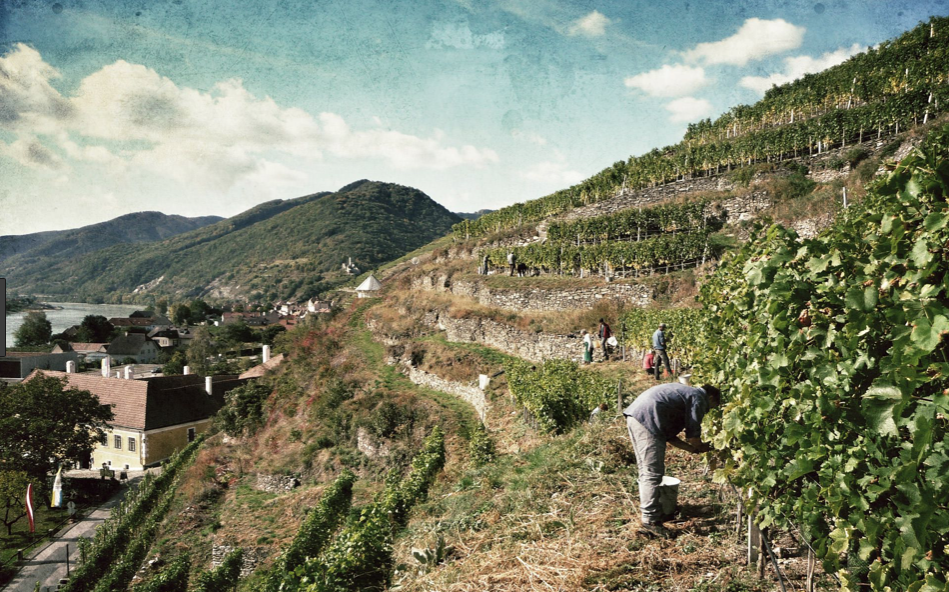

## Atzberg
Eine Besonderheit ist die Lage Atzberg in Spitz, es ist eine extrem steile Lage. Bereits 1382 wurde in einer Urkunde der „Ärzberg“ als Weinbauriede erwähnt. Singerriedel und Atzberg dürften früher eine geologische Einheit gebildet haben, bevor der Mieslingbach die beiden trennte. Der Boden – wie der ursprüngliche Name erahnen lässt – ist erzhaltig (rotes Gestein mit Gneis und Schieferstruktur und sehr karger Erdauflage). Die extreme Mineralhaltigkeit des Bodens ist durch zahlreiche Mineralienfunde wissenschaftlich belegt. Aufgrund der beschwerlichen Bearbeitung dieser steilen Riede wurde der Weinbau am Atzberg in den 1950er Jahren aber aufgegeben. Seit dem Jahr 2008 wird diese aber wieder von drei Weinenthusiasten Franz-Josef Gritsch, Robert Wutzl und Hans Schmid rekultiviert.

## Kalmuck Wachau
Die „kalmuck Wachau“-Weine wachsen auf verschiedenen Steinterrassen von Loiben bis Spitz. Das typische, sogenannte Kalmuck-Muster des traditionellen Kalmuckstoffes, der Wachauer Tracht kennzeichnet nicht nur die Weine, auch der Weinkeller von Franz-Josef Gritsch in Spitz trägt das Karodesign.